# Discocactus placentiformis
Discocactus placentiformis es una especie de planta suculenta perteneciente al género Discocactus, dentro de la familia Cactaceae. Es endémica de Brasil (concretamente de los estados de Bahia, Minas Gerais y Mato Grosso).

## Descripción
Discocactus placentiformis es una especie de cactus pequeño que crece de forma solitaria y tiene forma globular deprimida. Los tallos miden de 3,5 a 13,4 cm de alto y de 6 a 29 cm de diámetro. Tienen la epidermis de color verde oscuro y sus raíces son ramificadas.
Presenta de 9 a 26 costillas bien definidas dispuestas de forma vertical o ligeramente en espiral. Se encuentran divididas en tubérculos, con surcos poco profundos (de unos 0,2 mm) entre las areolas sucesivas. Sobre ellos se asientan areolas por encima del nivel del suelo (de 3 a 9 por costilla) y van de ovaladas a alargadas. Aparecen hundidas y miden de 0,3 a 1,5 cm de largo, con un ancho de 0,2 a 1,2 cm.
Las espinas son de color gris a marrón y son aplanadas o redondeadas en sección transversal. Suelen poseer una única espina central (que puede faltar) de 0,9 a 2 cm de largo y 1 mm de diámetro. También tienen de 3 a 10 espinas radiales, de 0,5 a 4,5 cm de largo y de 1 a 4 mm de diámetro.

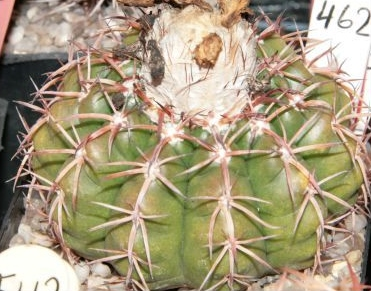
Detalle del cefalio

En el ápice de las planta adultas se forma una estructura lanosa llamada cefalio, el cual mide de 0,5 a 7 cm de altura y de 1 a 11 cm de diámetro. A veces aparece deprimido, está compuesto por lana de color blanco y en su margen presenta algunas cerdas de colores vivos y oscuros. Esta estructura protege el extremo apical más sensible de la planta, tanto de las incidencias del frío nocturno como de las radiaciones ultravioletas demasiado intensas. Además, se cree que este cefalio tiene una función de atracción de polinizadores, ya que incluso antes de aparecer las flores suelen ser muy vistosos.

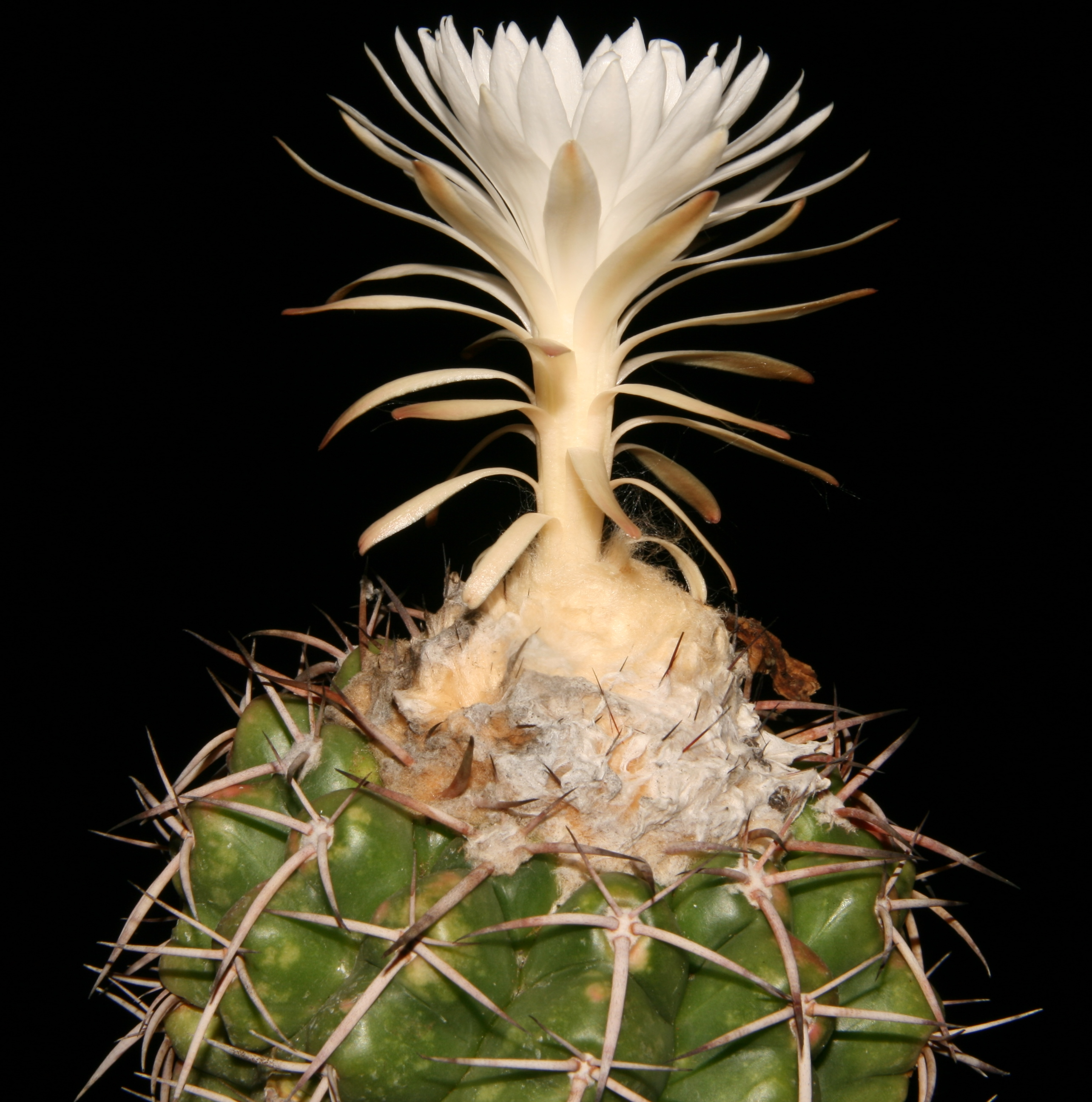
Detalle de la flor

Las flores, solitarias o en grupos de 2 a 16, son blancas, de aroma dulce (fragantes) y tienen forma de embudo. Surgen en el borde del cefalio, se abren por la noche y son polinizadas por polillas. Miden de hasta 8,5 cm de largo y de 7,5 a 8,5 cm de diámetro. Su pericarpelo (ovario) es ovoide, mide de 5 a 7 mm de largo y de 4 a mm de ancho, y su colarción va de blanco y marrón rojizo hasta rosado. El tubo floral (receptáculo) es delgado, mide de 3,4 a 5 cm y de 0,7 a 1,2 cm de ancho, con escamas carnosas de color oliva a marrón. Los segmentos internos del perianto miden de 1,5 a 3 cm de largo y son de color blanco, y los externos, miden de 1,8 a 3,5 cm de longitud y su color es verde-blanco. Los estambres tienen filamentos de 4 a 5 mm de largo, con anteras amarillas de 0,75 a 2 mm. El estilo mide de 3 a 4,5 cm de longitud y el estigma presenta de 4 a 8 lóbulos de color crema a blanco. En su interior contiene óvulos dispuestos en racimos de 1 a 5.
Los frutos son de color blanco a rojizo en el ápice y tienen forma claviforme. Cuando están maduros se abren longitudinalmente y conservan restos florales persistentes. Miden de 3 a 5 cm de largo y de 0,5 a 1,5 cm de ancho. En su interior contienen semillas negras brillantes y de forma ovalada. Miden de 1,2 a 1,9 mm de largo y de 1 a 2 mm de ancho, con la testa cubierta de tubérculos en forma de pezón distribuidos de manera irregular.

## Distribución y hábitat
El área de distribución nativa de esta especie es Brasil (concretamente de los estados de Bahia, Minas Gerais y Mato Grosso). Crece principalmente en el bioma tropical estacionalmente seco, a elevaciones de 550 a 1275 metros sobre el nivel del mar.
Se ha observado que muchos caracteres morfológicos varían según el sustrato, siendo las formas, tamaños y espinas las características más variables. Así, cuando las plantas crecen sobre rocas areníticas, el cuerpo de la planta es más globoso y alargado, mientras que cuando lo hacen en grava o suelo arenoso es más deprimido.

## Taxonomía
La primera descripción de esta especie fue como Cactus placentiformis, publicada en 1826 por el botánico alemán Johann Georg Christian Lehmann en Index Seminum (HBG, Hamburgensis) 1836: 17.
Más tarde, el botánico alemán Karl Moritz Schumann trasladó la especie al género Discocactus, por lo que pasó a llamarse Discocactus placentiformis. Registró estos cambios en Die Natürlichen Pflanzenfamilien Nachtr. 3 (6a): 190, publicado en 1894.
Etimología
- Discocactus: nombre genérico formado a partir de las palabras griegas diskos (que significa 'disco', en el sentido de 'plano') y kaktos (que significa 'cardo' o 'planta espinosa'), haciendo referencia al carácter discoidal y aplanado de la mayoría de sus especies.[8]
- placentiformis: epíteto específico formado a partir de las palabras latinas placenta (que significa 'pastel' o 'tarta'), y formis (que significa 'formado'), haciendo referencia a los brotes aplanados y esféricos de la especie.[9]

Sinonimia
- Cactus alteolens (Lem.) Kuntze, 1903
- Cactus placentiformis Lehm., 1826 (basónimo)
- Discocactus alteolens K.Schum., 1894
- Discocactus alteolens (Lem.) A.Dietr., 1846
- Discocactus besleri F.A.C.Weber, 1896
- Discocactus crystallophilus Diers & Esteves, 1981
- Discocactus insignis Pfeiff., 1837
- Discocactus latispinus Buining & Brederoo, 1976
- Discocactus latispinus subsp. pseudolatispinus (Diers & Esteves) P.J.Braun & Esteves, 1993
- Discocactus latispinus subsp. pulvinicapitatus (Buining & Brederoo) P.J.Braun & Esteves, 1993
- Discocactus lehmannii Pfeiff., 1839
- Discocactus linkii Pfeiff., 1839
- Discocactus multicolorispinus P.J.Braun & Brederoo, 1981
- Discocactus placentiformis subsp. alteolens (Lem.) P.J.Braun & Esteves, 1995
- Discocactus placentiformis var. alteolens (Lem.) P.J.Braun & Esteves, 1993
- Discocactus placentiformis subsp. multicolorispinus P.J.Braun & Esteves, 2008
- Discocactus placentiformis subsp. pugionacanthus (Buining & Brederoo) P.J.Braun & Esteves, 1995
- Discocactus placentiformis var. pugionacanthus (Buining & Brederoo) P.J.Braun & Esteves, 1993
- Discocactus pseudolatispinus Diers & Esteves, 1987
- Discocactus pugionacanthus Buining & Brederoo, 1976
- Discocactus pulvinicapitatus Buining & Brederoo, 1976
- Discocactus tricornis Monv. ex Pfeiff. & Otto, 1850
- Echinocactus alteolens Lem., 1846
- Echinocactus besleri (Link & Otto) Ser., 1847
- Echinocactus insignis (Pfeiff.) Ser., 1847
- Echinocactus lehmannii Ser., 1847
- Echinocactus placentiformis (Lehm.) K.Schum., 1890
- Echinocactus tricornis Monv. ex A.Dietr., 1846
- Melocactus besleri Link & Otto, 1827
- Melocactus placentiformis (Lehm.) DC., 1828

## Estado de conservación
En la Lista Roja de Especies Amenazadas de la UICN, la especie está clasificada como de “Preocupación Menor (LC)”, debido a su amplia distribución y la presencia de numerosas subpoblaciones.
Sin embargo, la especie enfrenta amenazas significativas, principalmente por la pérdida y degradación de su hábitat. Las actividades humanas como la conversión de su hábitat en pastizales para ganadería, cultivos o plantaciones de eucalipto, contribuyen a la alteración de su entorno natural.

## Usos

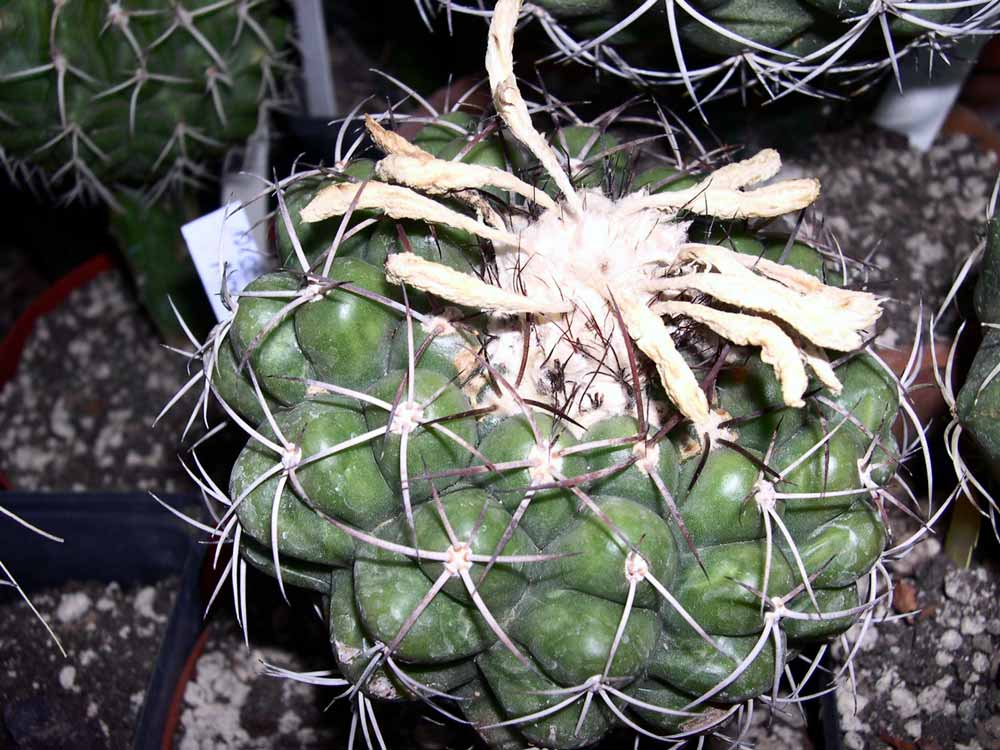
Cultivo en maceta

Se cultiva principalmente como planta ornamental debido a su valor estético. Su propagación se realiza, en la mayoría de los casos, mediante semillas. No obstante, es una especie notoriamente difícil de cultivar, especialmente cuando se mantiene en sus propias raíces, ya que presenta una alta sensibilidad a las heladas. Se recomienda mantenerla a temperaturas superiores a los 15 °C, aunque puede tolerar hasta 8 °C si se encuentra injertada.
Esta especie requiere exposición a pleno sol, aunque puede beneficiarse de sombra parcial durante las horas más calurosas del día. Las plántulas jóvenes se injertan con frecuencia sobre portainjertos más resistentes, debido a su lento crecimiento y a la elevada susceptibilidad a la pudrición radicular. Aunque no tolera periodos prolongados de sequía absoluta, el exceso de riego también resulta perjudicial, ya que su sistema radicular es débil e ineficaz para absorber agua en suelos saturados.
Además, Discocactus placentiformis suele mostrar sensibilidad al trasplante y puede requerir un periodo prolongado para adaptarse y establecerse adecuadamente en un nuevo sustrato. Entre las plagas más comunes se encuentran las cochinillas, especialmente las que afectan las raíces. También puede sufrir ataques de araña roja.